# لويس فرانكلين باول الابن
لويس واو باول، الابن (بالإنجليزية: Lewis F. Powell Jr.)‏ (و. 1907 – 1998 م) هو قاض، ومحام من الولايات المتحدة الأمريكية ولد في سوفولك.

## التعليم
تعلم في كلية هارفارد للحقوق.

## روابط خارجية
- لويس فرانكلين باول الابن على موقع IMDb (الإنجليزية)
- لويس فرانكلين باول الابن على موقع الموسوعة البريطانية (الإنجليزية)
- لويس فرانكلين باول الابن على موقع إن إن دي بي (الإنجليزية)